# Pedicularis murreeana
Pedicularis murreeana är en snyltrotsväxtart som beskrevs av Robert Reid Mill. Pedicularis murreeana ingår i släktet spiror, och familjen snyltrotsväxter. Inga underarter finns listade i Catalogue of Life.